# Sibbofjärden, Södermanland
Sibbofjärden är en sjö i Nyköpings kommun i Södermanland och ingår i Trosaån-Svärtaåns kustområde. Sjön har en area på 5,37 kvadratkilometer och ligger 0 meter över havet. Sjön avvattnas av vattendraget Sibbostäk.

## Delavrinningsområde
Sibbofjärden ingår i det delavrinningsområde (652397-158631) som SMHI kallar för Utloppet av Sibbofjärden. Medelhöjden är 20 meter över havet och ytan är 43,53 kvadratkilometer. Det finns ett avrinningsområde uppströms, och räknas det in blir den ackumulerade arean 85,4 kvadratkilometer. Avrinningsområdets utflöde Sibbostäk mynnar i havet. Avrinningsområdet består mestadels av skog (44 procent), öppen mark (11 procent) och jordbruk (27 procent). Avrinningsområdet har 5,65 kvadratkilometer vattenytor vilket ger det en sjöprocent på 13 procent.